# Долар (Сакагавея)
Долар Сакага́веї (англ. Sacagawea dollar) або Корінні американці (англ. Native American Dollar Coins) — один з двох типів монет, які перебувають в обігу, номіналом в 1 долар США (другий — Президентський долар), які належать до так званих золотистих доларів (англ. golden dollars), оскільки вони не є золотими, але імітують колір золота.

## Опис
Монета вперше викарбувана у 2000 році. На аверсі зображена Сакагавея (Сакаджавея) яка тримає дитину. Це жінка з племені шошонів, яка допомагала експедиції Льюїса і Кларка. Художниця Гленна Гудейкер (англ. Glenna Goodacre) використовувала в якості моделі 22-річну шошонську дівчину на ім'я Ренді Тетон (англ. Randy'L He-dow Teton), студентку Інституту мистецтва американських індіанців. Реверс монети має кілька основних типів оформлення:

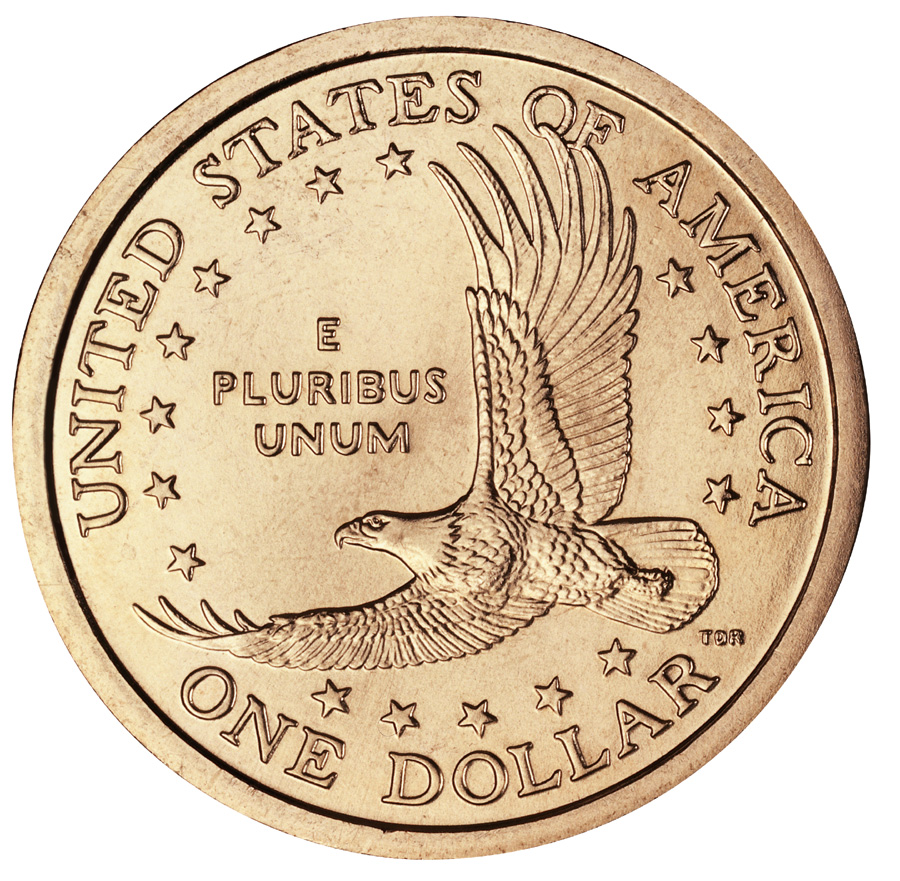
2000–2008 роки. Орел у небі
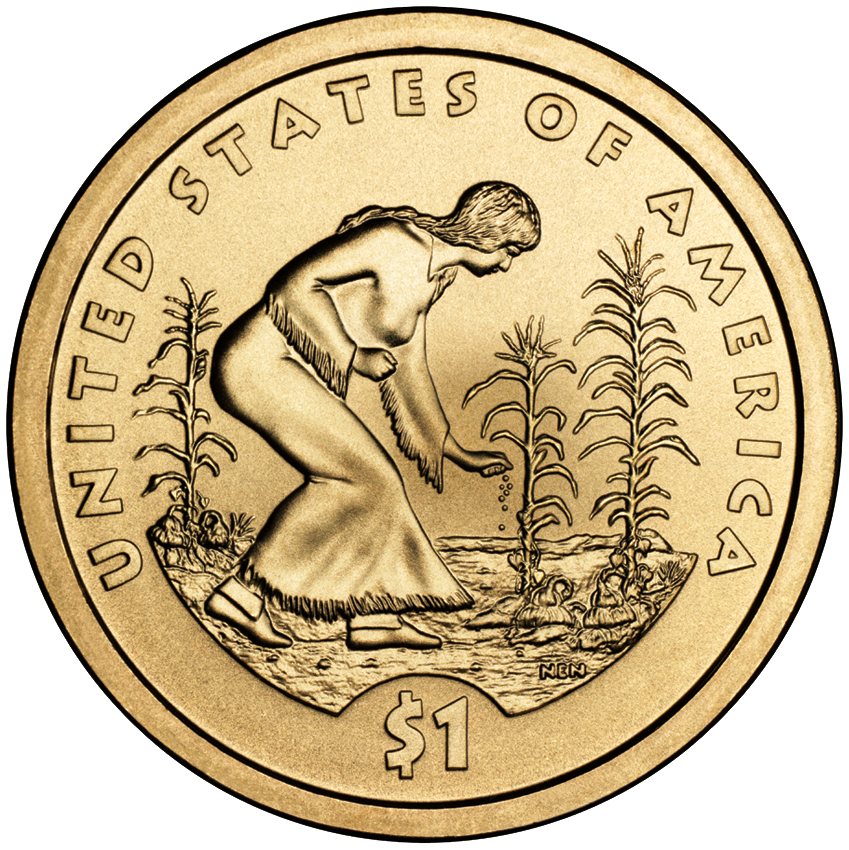
2009 рік. Індіанка, яка вирощує «трьох сестер» (гарбуз, кукурудзу, квасолю)
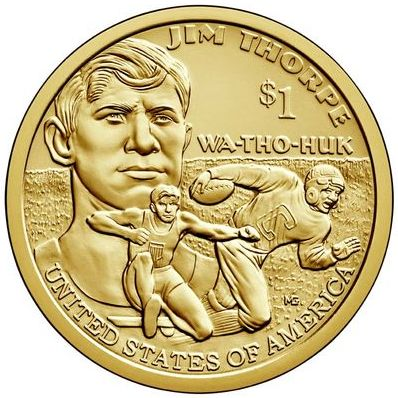
2018 рік. Джим Торп, дворазовий олімпійський чемпіон індіанського походження

Монети виготовлені з міді і покриті марганцевою латуню, що надає їй золотистий відтінок. На відміну від більшості обігових монет США таке покриття досить сильно піддається патинації і в результаті може повністю втратити золотавий колір. У той же час саме ця особливість монет надає їм «античний відтінок», а зображенням Сакагавеї з дитиною — об'єм і виразність.